# Elisa Bortoli
Elisa Bortoli (28 settembre 1994) è una mezzofondista italiana.

## Palmarès
| Anno | Manifestazione   | Sede    | Evento          | Risultato | Prestazione | Note |
| ---- | ---------------- | ------- | --------------- | --------- | ----------- | ---- |
| 2019 | Europei di cross | Lisbona | Staffetta mista | 9ª        | 18'54"      |      |

## Campionati nazionali
2011
- Bronzo ai campionati italiani allievi, 1500 m piani - 4'46"93

2012
- Argento ai campionati italiani juniores, 1500 m piani - 4'38"06
- 6ª ai campionati italiani juniores indoor, 1500 m piani - 4'45"41
- Bronzo ai campionati italiani juniores indoor, 800 m piani - 2'19"42

2013
- 6ª ai campionati italiani assoluti, 1500 m piani - 4'26"65
- Oro ai campionati italiani juniores, 1500 m piani - 4'34"96
- 5ª ai campionati italiani juniores indoor, 1500 m piani - 4'41"98

2014
- Argento ai campionati italiani assoluti, 1500 m piani - 4'20"85
- 8ª ai campionati italiani assoluti indoor, 3000 m piani - 9'49"18
- 5ª ai campionati italiani assoluti indoor, 1500 m piani - 4'27"34
- Argento ai campionati italiani promesse, 1500 m piani - 4'26"32
- Oro ai campionati italiani promesse indoor, 3000 m piani - 9'55"29
- Bronzo ai campionati italiani promesse indoor, 1500 m piani - 4'37"25

2015
- Bronzo ai campionati italiani assoluti, 1500 m piani - 4'22"04

2016
- Argento ai campionati italiani assoluti, 1500 m piani - 4'27"11
- 5ª ai campionati italiani assoluti indoor, 1500 m piani - 4'32"87
- Argento ai campionati italiani universitari, 800 m piani - 2'09"86
- Argento ai campionati italiani promesse, 1500 m piani - 4'26"73
- Argento ai campionati italiani promesse indoor, 1500 m piani - 4'30"92

2017
- Argento ai campionati italiani assoluti indoor, 1500 m piani - 4'31"80

2018
- Bronzo ai campionati italiani assoluti, 1500 m piani - 4'20"03

2019
- Bronzo ai campionati italiani assoluti indoor, 1500 m piani - 4'20"81

2020
- Oro ai campionati italiani assoluti indoor, 3000 m piani - 9'16"50
- Bronzo ai campionati italiani assoluti indoor, 1500 m piani - 4'18"88

2021
- Bronzo ai campionati italiani assoluti, 1500 m piani - 4'12"55

2022
- 5ª ai campionati italiani assoluti, 1500 m piani - 4'16"78

2023
- 5ª ai campionati italiani assoluti, 1500 m piani - 4'13"99
- 9ª ai campionati italiani di 10 km su strada - 33'42"

2024
- 5ª ai campionati italiani assoluti, 1500 m piani - 4'13"56
- 20ª ai campionati italiani di corsa campestre - 31'09"

## Altre competizioni internazionali
2013
- 8ª al Golden Gala ( Roma), 800 m piani, gara under 20 - 2'13"41

2016
- 9ª alla BOclassic ( Bolzano), 5 km - 17'13"

2021
- 8ª alla BOclassic ( Bolzano), 5 km - 16'44"

2022
- 10ª al Bauhaus-Galan ( Stoccolma), 1500 m piani - 4'15"91